# Raimo Seppälä
Raimo Toivo Johannes Seppälä, född 27 mars 1934 i Ulvsby, död 24 januari 2021 i Tammerfors, var en finländsk journalist och författare. 
Seppälä kom 1955 till Aamulehti och avancerade 1985 till chefredaktör samt var 1991–1995 ansvarig chefredaktör. Han skrev biografier över framträdande finländska 1900-talsgestalter, bland andra Arvo Tuominen (två band, 1979–1983), Rudolf Walden (1981), Tahko Pihkala (1982), Hjalmar Siilasvuo (1984) och Gottfrid Strömberg (1997), samt historiker över bland annat Aamulehti (1981) och Krigsinvalidernas brödraförbund (1990). Han tilldelades professors titel 2001.

## Utmärkelser
- Riddartecknet av I klass av Finlands Vita Ros’ orden[1]
- Riddartecknet av Finlands Lejons orden[1]
- Krigsinvalidernas förtjänstkors[1]

[Redigera Wikidata]

### Uppslagsverk
- Seppälä, Raimo i Uppslagsverket Finland (webbupplaga, 2012). CC-BY-SA 4.0